# Верджел (Канзас)
Верджел (англ. Virgil) — місто (англ. city) в США, в окрузі Грінвуд штату Канзас. Населення — 48 осіб (2020).

## Географія
Верджел розташований за координатами 37°58′50″ пн. ш. 96°0′40″ зх. д. / 37.98056° пн. ш. 96.01111° зх. д. (37.980500, -96.011209).  За даними Бюро перепису населення США в 2010 році місто мало площу 1,46 км², з яких 1,45 км² — суходіл та 0,01 км² — водойми.

## Демографія
Згідно з переписом 2010 року, у місті мешкала 71 особа в 35 домогосподарствах у складі 21 родини. Густота населення становила 49 осіб/км².  Було 57 помешкань (39/км²).
Расовий склад населення:
| - 95,8 % — білих - 1,4 % — корінних американців |

До двох чи більше рас належало 2,8 %. Частка іспаномовних становила 0,0 % від усіх жителів.
За віковим діапазоном населення розподілялося таким чином: 15,5 % — особи молодші 18 років, 43,7 % — особи у віці 18—64 років, 40,8 % — особи у віці 65 років та старші. Медіана віку мешканця становила 55,8 року. На 100 осіб жіночої статі у місті припадало 97,2 чоловіків;  на 100 жінок у віці від 18 років та старших — 87,5 чоловіків також старших 18 років.
Середній дохід на одне домашнє господарство  становив 25 263 долари США (медіана — 26 875), а середній дохід на одну сім'ю — 25 800 доларів (медіана — 25 625). За межею бідності перебувало 21,4 % осіб, у тому числі 50,0 % дітей у віці до 18 років та 0,0 % осіб у віці 65 років та старших.
Цивільне працевлаштоване населення становило 13 особи. Основні галузі зайнятості: виробництво — 30,8 %, освіта, охорона здоров'я та соціальна допомога — 30,8 %, сільське господарство, лісництво, риболовля — 23,1 %.